# عسل‌خوار
عسل‌خواران خانوادهٔ بزرگی از پرندگان کوچک و متوسط اندام هستند که در کشورهایی مانند استرالیا، گینه نو و نیوزیلند یافت می‌شوند. پرنده بسیار نادری است و گمان می‌رود جمعیت آن در طبیعت بیش از ۳۰۰ عدد نباشد.

## ویژگی‌ها

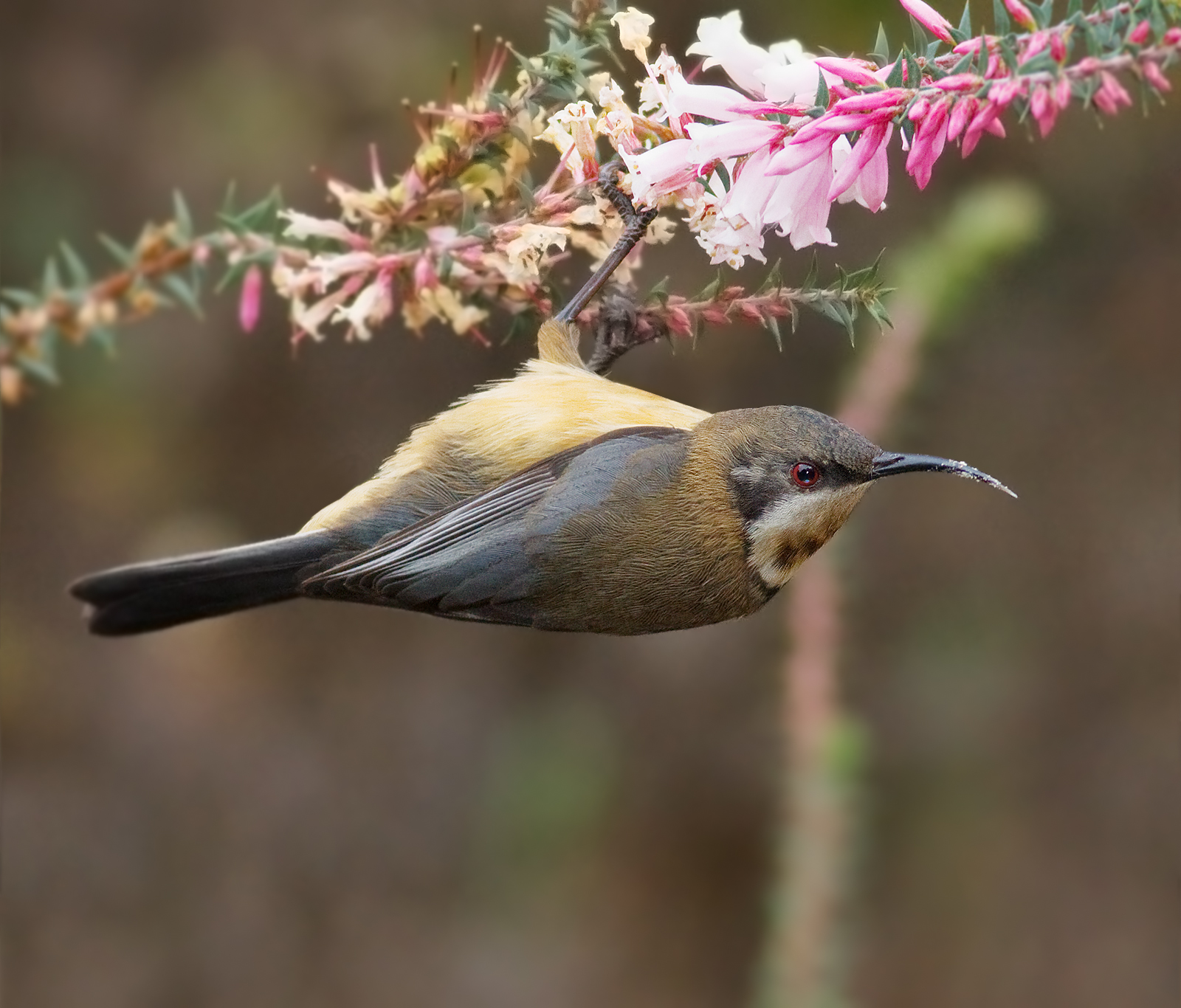
عسل‌خوار نوک‌تیغی ماده در حال تغذیه از شهد گل. عسل‌خوارها به هنگام تغذیه معمولاً از شاخه گیاهان آویزان می‌شوند.

عسل‌خوارها علاوه بر شهد گیاهان از حشره‌ها هم تغذیه می‌کنند. گونه‌های بزرگ‌تر مانند عسل‌خوار گوش‌سفید و عسل‌خوار نوک‌سخت، بومی تاسمانی، به جستجوی حشرات درون تنه درختان می‌پردازند.

## خطر از دست دادن قابلیت نغمه‌خوانی و انقراض
طبق یافته‌های محققانی که در مورد این عسل‌خوار به‌شدت در خطر انقراض تحقیق می‌کنند، با توجه به اینکه جمعیت بزرگ‌سال این گونه پرنده روز به روز کم‌یاب‌تر می‌شود، این پرندگان با خطر از دست دادن قابلیت نغمه‌خوانی مواجه هستند. به گفته زیست‌شناسی به نام راس کریتس، که نویسنده اصلی این بررسی است، در طبیعت نر‌هایی از این نوع پرنده را مشاهده کرده‌اند که نغمه‌های گونه‌های دیگر را تقلید می‌کنند. این تقلید بر قابلیت جفت‌یابی آن‌ها اثر منفی می‌گذارد، زیرا مشخص شده است که پرنده‌های ماده حاضر نیستند با نر‌هایی جفت‌گیری کنند که نغمه‌هایی غیرعادی سرمی‌دهند. پرنده عسل‌خوار نر زمانی از پرندگان پرشمار زمستانی بود و پرندگان جوان در سال‌های نخستین و پرآسیب زندگی، آموزگاران بزرگ‌تر را در کنار خود داشتند. اکنون، اما جمعیت‌شان چنان پراکنده و کم شده که بسیاری به تنهایی پرواز می‌کنند.
در مناطقی که جمعیت این پرنده به شدت کاهش یافته، نغمه‌خوانی نر‌ها ساده یا «به کلی نادرست» است.
از بین رفتن زیستگاه‌ها و تغییر اقلیم در مجموع عسل‌خوار‌ها را در معرض انقراض قرار داده است. به گفته دکتر کریتس افزایش بسامد دوره‌های خشکسالی بر چرخه شکوفه دادن درختان بومی و در نتیجه قابلیت جفت‌گیری عسل‌خوار‌ها اثر منفی گذاشته است.